# Vincenzo Ferrari
Vincenzo Ferrari (Colleferro, 16 de diciembre de 1940) es un jurista y sociólogo italiano.

## Biografía
Ferrari es licenciado en jurisprudencia por Universidad de Milán. Posteriormente, trabajó como abogado y a nivel universitario bajo la dirección de Renato Treves. Durante toda su carrera ha continuado trabajando en la promoción de la sociología y ha seguido la promoción de la sociología del derecho en Italia y en el extranjero. Ha sido profesor de sociología del derecho en la Universidad de Cagliari, en la Universidad de Bolonia y desde 1990, en la Universidad de Milán, donde ha ejercido como director del Instituto de Filosofía y Sociología del Derecho y como decano de la Facultad de Derecho. 
Ha sido profesor visitante en muchas universidades extranjeras y es profesor honorario de la Universidad Externado de Colombia y de la Universidad Metropolitana de Caracas. Es doctor honoris causa de la Universidad de Buenos Aires, la Universidad Nacional de Rosario y la Universidad de Zaragoza y profesor emérito de la Universidad de Milán. Ha dirigido estudios de diversos temas, como el derecho y los testamentos, las relaciones laborales, los derechos humanos, los usos cívicos, el derecho a la privacidad y la administración de la justicia. Es director de la revista “Sociologia del diritto” y ha presidido el Research Committee on Sociology of Law de la International Sociological Association, la Asociación de Estudios sobre Derecho y Sociedad y la Sociedad Italiana de Filosofía del Derecho.
Es actualmente el director científico del Instituto Internacional de Sociología Jurídica de Oñate. Definido como liberal-socialista, ha participado en la actividad política con la izquierda liberal. En el 2022 impartió el conservatorio para el Instituto de Investigaciones Sociales de la Universidad de Costa Rica, titulado: Sociología Jurídica: El desarrollo y sus nuevos retos.

## Obras principales
- Successione per testamento e trasformazioni sociali, Milán, 1972
- Assenteismo e malattia nell'industria (con R. Boniardi e N. Velicogna), Milán, 1979
- Cura del volume di Ralf Dahrendorf Intervista sul liberalismo e l'Europa, Roma-Bari, 1979
- Cura dell'edizione italiana del volume di M. Ginsberg La giustizia nella società, Milán, 1981
- Cura del volume Developing Sociology of Law, Milano, 1990
- Funzioni del diritto, Roma-Bari, 1987 (ed. spagnola, Funciones del Derecho, Madrid, 1989, Bogotà, 2014, ed. greca, Leitourgies tou dikaiou, Salonicco, 1992)
- Cura dell'edizione italiana del libro di G. Peces-Barba Teoria dei diritti fondamentali, Milán, 1993
- Giustizia e diritti umani, Milano, 1995
- Cura dell'edizione italiana del libro di H. S. Maine Diritto antico, Milán, 1998
- Lineamenti di sociologia del diritto. Azione giuridica e sistema normativo, Roma-Bari, 1997 (ed. spagnola, Acción jurídica y sistema normativo, Madrid, 2000)
- Diritto e società, Roma-Bari, 2004 (ed. spagnola, Derecho y Sociedad, Bogotá, 2006)
- Prima lezione di sociologia del diritto, Roma-Bari, 2010 (ed. spagnola, Primera lección de sociología del derecho, México, 2015)